# 鲁维德夫拉卡蒙特
鲁维德夫拉卡蒙特，是西班牙卡斯蒂利亚-莱昂巴利亚多利德省的一个市镇。总面积26平方公里，总人口328人（2001年），人口密度13人/平方公里。